# Bataille de l'île de Bréhat
Guerre de Cent Ans
La bataille de l’île de Bréhat est un épisode de la guerre de Cent Ans où un débarquement militaire est mené en septembre 1408 par les forces anglaises, dirigées par l'amiral Edmund Holland, comte de Kent, contre l’Île-de-Bréhat en Bretagne. L’île, défendue par des corsaires qui s'y étaient réfugiés, alliée à la maison de Blois Penthièvre sous Olivier de Blois, est attaquée pour mater la rébellion des Penthièvre contre le duc Jean V allié des Anglais, et les punir des attaques ayant eu lieu sur les côtes anglaise. L’expédition aboutit à la destruction du château, au sac de l’île, et à la mort de Holland, blessé à la tête.

## Contexte
En 1408, la guerre de Cent Ans s’accompagne de tensions en Bretagne, où le duc de Bretagne Jean V affronte la maison de Blois-Penthièvre, dirigée par Olivier de Blois avec la prétendante au duché Marguerite de Clisson, comtesse de Penthièvre. L’Île-de-Bréhat, appartenant aux Penthièvre, est stratégiquement située sur la côte nord de la Bretagne, et permet d'observer les mouvements des flottes anglaises dans la Manche. 
Jean V, allié aux Anglais grâce à l'union de sa mère Jeanne de Navarre et du roi Henri IV, soutient une expédition contre Bréhat afin d'exiger que les habitants paient leur part de la dot de ce mariage,. Des corsaires français et bretons attaquent régulièrement les côtes anglaises et lorsqu'ils apprennent que la flotte royale de l'amiral Edmund Holland prend la mer, les marins se réfugient en Bretagne, dont quelques uns auprès de la maison de Blois, en rébellion contre le duc de Bretagne allié aux anglais. 

## Déroulement

### Débarquement
En juin 1408, Edmund Holland, comte de Kent et amiral pour le Nord et l’Ouest de la Manche, quitte Southampton avec une petite flotte. En septembre, en patrouillant la Manche, il apprend que les corsaires français et bretons se sont réfugiés dans des ports bretons dont l'île-de-Bréhat. La flotte royale, arrivée dans l'archipel de Bréhat, découvrent que les corsaires ont mis leur navires à l'abri au sec afin que la flotte anglaise ne puisse les attaquer,.
La flotte anglaise débarque sur l'île afin d'y installer son quartier général juste en face du bourg en vue de lancer l'attaque,. Certaines sources indiquent que ce débarquement s'effectue d'abord sur l’Île Lavrec. 

### Double siège
Alors que le siège s'installe devant le bourg, des maisons sont incendiées et les Anglais et Bretons s'affrontent dans l'archipel de Bréhat pendant des jours jusqu'à atteindre le château au Nord-Est de l'île où un second siège est mis en place, défendu par une garnison de Penthièvre qui tire à coups de bombardes sur les positions anglaises,,. Les habitants du bourg défendent quant à eux les remparts en lançant des fléchettes, des pierres et des carreaux d'arbalètes.
Les Anglais tentent de pénétrer le bourg et de détruire la flotte de corsaires qui s'y cache. En parallèle, Edmund Holland est gravement blessé par un projectile reçu à la tête sur le champs de bataille le 10 septembre. Les sources indiquent qu'il chevauchait sans être sur ses gardes,,,. Les versions divergent sur le projectile, évoquant soit un carreau d'arbalète ,,; soit une pierre lancée par les habitants au dessus des remparts, soit le projectile d'un engin de siège. Malgré la blessure, le comte de Kent refuse d'abandonner,.

### Assauts

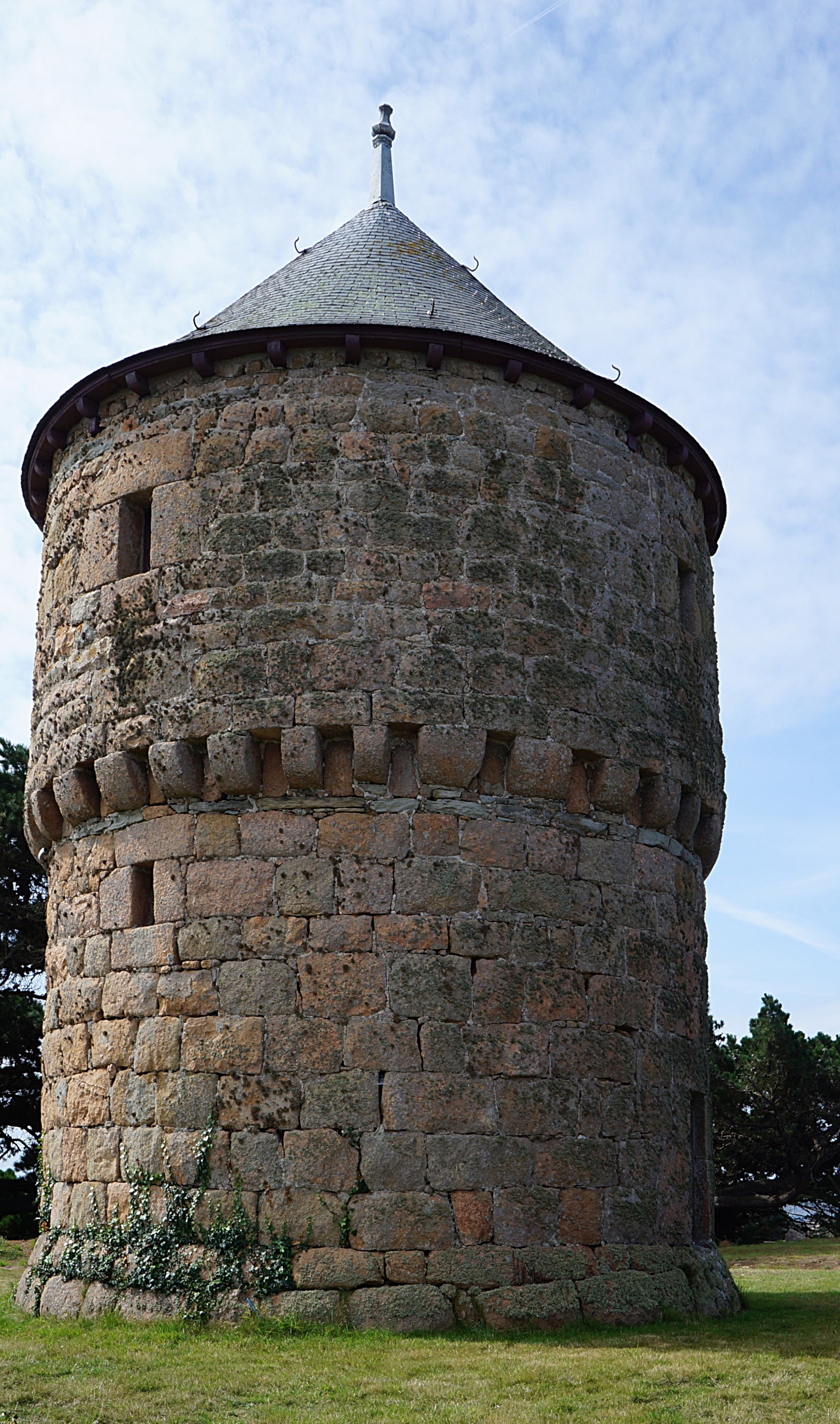
Le moulin Crec'h ar Pot, le plus vieux moulin en pierre de l'île construit en 1405 où les défenseurs du château ont été pendus

L'armée anglaise réussit à capturer le château dont Edmund Holland ordonne la démolition. Les défenseurs auraient été « pendus aux ailes du moulin du nord, Creac'h ar Pot »[réf. à confirmer]. Peu après cela, la blessure du comte s'aggrave, n'ayant pas reçu les soins nécessaires, et il meurt d'une hémorragie cérébrale le 15 septembre,.
Cette perte n'empêche pas l'expédition d'être victorieuse et les troupes poursuivent le siège sur le bourg jusqu'à pouvoir s'y introduire,. Le flotte repart vers l'Angleterre en capturant des prisonniers et quelques navires corsaires afin de pouvoir les rançonner par la suite[réf. à confirmer].

## Suites
Le lieu de la sépulture d'Edmund Hollandfait l'objet de deux versions. La première suppose que son corps est ramené afin qu'il soit enterré avec les cendres de ses ancêtres à l'abbaye de Bourne dans le Lincolnshire. Selon la seconde, il serait enterré sur l'Île Lavrec où il est enterré. Thomas Beaufort devient le nouvel amiral de la flotte royale le 21 septembre 1408.
Pendant ce mois de septembre, une trêve maritime de dix-huit mois est signée entre l'Angleterre et la France. Cela n'empêche pas le retour des combats sur l'île lorsque les marins de Saint-Malo y mettent le pied dans l'objectif de venir à la rescousse des habitants de Bréhat. Ils se confrontent alors avec une garnison anglaise laissée sur placeInterprétation abusive ?. L'île de Bréhat reste longtemps inhabitée.